# Димкі
Димкі (пол. Dymki) — село в Польщі, у гміні Лютутув Верушовського повіту Лодзинського воєводства.
Населення — 161 особа (2011).
У 1975-1998 роках село належало до Серадзького воєводства.

## Демографія
Демографічна структура станом на 31 березня 2011 року:
|          | Загалом | Допрацездатний вік | Працездатний вік | Постпрацездатний вік |
| -------- | ------- | ------------------ | ---------------- | -------------------- |
| Чоловіки | 77      | 17                 | 49               | 11                   |
| Жінки    | 84      | 17                 | 44               | 23                   |
| Разом    | 161     | 34                 | 93               | 34                   |